# Лауреаты Премии Правительства Российской Федерации в области образования (2013)
 Лауреаты Премии Правительства Российской Федерации в области образования 2013 года — перечень награждённых правительственной наградой Российской Федерации, присужденной за достижения в образовательной деятельности. Среди 135 лауреатов — 13 академиков РАН, 1 член-корреспондент РАО, 90 докторов наук, 37 кандидатов наук, 86 профессоров, 21 доцент, авторы научно-практических разработок, создатели учебных программ для системы общего и высшего профессионального образования, а также учебно-методических пособий в разных областях образования.
Лауреаты определены Распоряжением Правительства РФ от 12 ноября 2013 года № 2090-р на основании решения Межведомственного совета по присуждению премий Правительства в области образования.

## О Премии
Постановлением Правительства Российской Федерации от 26 августа 2004 года № 440 «О премиях Правительства Российской Федерации в области образования» в целях развития педагогической науки, инновационных процессов в образовательной практике, создания эффективных технологий обучения учреждены 20 ежегодных премий Правительства Российской Федерации в области образования в размере 1 млн рублей каждая.

## Лауреаты и другая информация
1. Гаричеву Сергею Николаевичу, доктору технических наук, декану факультета федерального государственного автономного образовательного учреждения высшего профессионального образования «Московский физико-технический институт (государственный университет)», Астапенко Валерию Александровичу, доктору физико-математических наук, профессору, — работнику того же учреждения; Ковалю Николаю Николаевичу, доктору технических наук, заместителю директора федерального государственного бюджетного учреждения науки Института сильноточной электроники Сибирского отделения Российской академии наук; Мовнину Савелию Михайловичу, кандидату технических наук, доценту федерального государственного бюджетного образовательного учреждения высшего профессионального образования «Санкт-Петербургский государственный электротехнический университет „ЛЭТИ“ им. В. И. Ульянова (Ленина)»; Орликовскому Александру Александровичу, доктору технических наук, профессору, академику Российской академии наук, директору федерального государственного бюджетного учреждения науки Физико-технологического института Российской академии наук; Пилюгину Николаю Николаевичу, доктору физико-математических наук, профессору, главному научному сотруднику Научно-исследовательского института механики федерального государственного бюджетного образовательного учреждения высшего профессионального образования «Московский государственный университет имени М. В. Ломоносова»; Протасову Юрию Степановичу, доктору физико-математических наук, профессору федерального государственного бюджетного образовательного учреждения высшего профессионального образования «Московский государственный технический университет имени Н. Э. Баумана», Протасову Юрию Юрьевичу, доктору технических наук, профессору, Телеху Виктору Дмитриевичу, кандидату технических наук, — работникам того же учреждения; Старовойтову Александру Владимировичу, доктору технических наук, профессору, президенту федерального государственного автономного научного учреждения «Центр информационных технологий и систем органов исполнительной власти», — за научно-практическую разработку "Создание базы знаний «Электроника» на основе генерации серии тематических баз и банков данных по фундаментальным разделам физической и прикладной электроники и издание серии учебников и учебных пособий «Электроника в техническом университете».
2. Дьяконову Герману Сергеевичу, доктору химических наук, профессору, ректору федерального государственного бюджетного образовательного учреждения высшего профессионального образования «Казанский национальный исследовательский технологический университет», Гурье Лилии Измайловне, профессору, академику Российской академии образования, Кондратьеву Владимиру Владимировичу, Нуриеву Наилю Кашаповичу, заведующему кафедрой, докторам педагогических наук, профессорам, — работникам того же учреждения, Кирсанову Анатолию Александровичу, доктору педагогических наук, профессору (посмертно), — за научно-практическую разработку «Система инновационного инженерного образования: методология и технологии реализации».
3. Мартынову Виктору Георгиевичу, доктору экономических наук, профессору, ректору федерального государственного бюджетного образовательного учреждения высшего профессионального образования «Российский государственный университет нефти и газа имени И. М. Губкина», Короленку Анатолию Михайловичу, декану факультета, Лопатину Алексею Сергеевичу, заведующему кафедрой, докторам технических наук, профессорам, — работникам того же учреждения; Аксютину Олегу Евгеньевичу, доктору технических наук, профессору, начальнику департамента открытого акционерного общества «Газпром», Посягину Борису Сергеевичу, кандидату технических наук, Филатову Александру Анатольевичу, начальникам департаментов, — работникам того же акционерного общества; Будзуляку Богдану Владимировичу, доктору технических наук, профессору, президенту некоммерческого партнерства «Саморегулируемая организация Объединение строителей газового и нефтяного комплексов»; Гумерову Асгату Галимьяновичу, доктору технических наук, профессору, генеральному директору государственного унитарного предприятия «Институт проблем транспорта энергоресурсов» Республики Башкортостан; Велиюлину Ибрагиму Ибрагимовичу, доктору технических наук, профессору, директору Экспертно-аналитического центра по оптимизации диагностических и ремонтных работ на линейной части газопроводов открытого акционерного общества «Оргэнергогаз», Халлыеву Назару, доктору технических наук, профессору, советнику генерального директора по науке, — работнику того же акционерного общества, — за работу «Многоуровневая система подготовки высококвалифицированных кадров в области диагностики и ремонта газотранспортных систем».
4. Васильеву Юрию Сергеевичу, доктору технических наук, профессору, академику Российской академии наук, президенту федерального государственного бюджетного образовательного учреждения высшего профессионального образования «Санкт-Петербургский государственный политехнический университет», Глухову Владимиру Викторовичу, доктору экономических наук, проректору, Козлову Владимиру Николаевичу, доктору технических наук, советнику при ректорате, профессорам, — работникам того же учреждения; Ворогушину Михаилу Феофановичу, доктору физико-математических наук, научному руководителю Научно-производственного комплекса линейных ускорителей и циклотронов федерального государственного унитарного предприятия «Научно-исследовательский институт электрофизической аппаратуры им. Д. В. Ефремова», Глухих Василию Андреевичу, академику Российской академии наук, научному руководителю, Саксаганскому Георгию Леонидовичу, главному научному сотруднику, докторам технических наук, профессорам, — работникам того же предприятия; Мирнову Сергею Васильевичу, доктору физико-математических наук, профессору, начальнику отдела федерального государственного унитарного предприятия «Государственный научный центр Российской Федерации Троицкий институт инновационных и термоядерных исследований»; Смирнову Валентину Пантелеймоновичу, доктору физико-математических наук, профессору, академику Российской академии наук, заместителю генерального директора закрытого акционерного общества «Наука и инновации»; Стрелкову Вячеславу Сергеевичу, доктору физико-математических наук, профессору, советнику директора федерального государственного бюджетного учреждения "Национальный исследовательский центр «Курчатовский институт», — за цикл работ «Научные и прикладные разработки в области высокоэкологичных систем электрофизического аппаратостроения, мощной импульсной энергетики и управляемого термоядерного синтеза для подготовки специалистов в области энергетики».
5. Болотову Виктору Александровичу, доктору педагогических наук, профессору, вице-президенту Российской академии образования; Аржановой Ирине Вадимовне, кандидату технических наук, доценту, исполнительному директору некоммерческой организации «НФПК — Национальный фонд подготовки кадров»; Бортнику Ивану Михайловичу, доктору технических наук, профессору, заведующему кафедрой федерального государственного автономного образовательного учреждения высшего профессионального образования "Национальный исследовательский университет «Высшая школа экономики», Каспржаку Анатолию Георгиевичу, кандидату педагогических наук, директору центра Института образования, — работнику того же учреждения; Ефремову Олегу Юрьевичу, доктору педагогических наук, профессору, заведующему кафедрой федерального государственного казенного военного образовательного учреждения высшего профессионального образования «Военная академия связи имени Маршала Советского Союза С. М. Буденного» Министерства обороны Российской Федерации; Каганову Вениамину Шаевичу, доктору экономических наук, профессору, заместителю Министра образования и науки Российской Федерации; Киму Евгению Никифоровичу, доктору экономических наук, профессору негосударственного образовательного учреждения высшего профессионального образования «Санкт-Петербургский институт внешнеэкономических связей, экономики и права»; Соломину Валерию Павловичу, доктору педагогических наук, профессору, ректору федерального государственного бюджетного образовательного учреждения высшего профессионального образования «Российский государственный педагогический университет им. А. И. Герцена», Пискуновой Елене Витальевне, доктору педагогических наук, профессору, — работнику того же учреждения; Райчуку Дмитрию Юрьевичу, кандидату технических наук, проректору федерального государственного бюджетного образовательного учреждения высшего профессионального образования «Санкт-Петербургский государственный политехнический университет», — за цикл трудов «Методология и технологии вузовской подготовки обучающихся к инновационной деятельности».
6. Дармодехину Сергею Владимировичу, доктору социологических наук, кандидату педагогических наук, профессору, академику Российской академии образования, директору федерального государственного научного учреждения «Институт семьи и воспитания» Российской академии образования, Сабитовой Галине Валентиновне, доктору педагогических наук, первому заместителю директора, Филонову Георгию Николаевичу, доктору философских наук, профессору, академику Российской академии образования, главному научному сотруднику, — работникам того же учреждения, — за цикл трудов «Методология и стратегия воспитания детей в условиях семейного, образовательного и гражданского социума».
7. Волкову Сергею Николаевичу, доктору экономических наук, профессору, академику Российской академии наук, ректору федерального государственного бюджетного образовательного учреждения высшего профессионального образования «Государственный университет по землеустройству», Вершинину Валентину Валентиновичу, доктору экономических наук, профессору, Грачеву Игорю Аркадьевичу, доктору технических наук, старшему научному сотруднику, Киевской Елене Сергеевне, кандидату экономических наук, доценту, проректорам, Папаскири Тимуру Валиковичу, кандидату сельскохозяйственных наук, декану факультета, Пименову Владимиру Владимировичу, профессору, кандидатам экономических наук, доцентам, — работникам того же учреждения; Иванову Андрею Леонидовичу, доктору биологических наук, профессору, академику Российской академии наук, директору государственного научного учреждения Почвенного института имени В. В. Докучаева Российской академии сельскохозяйственных наук; Кирюшину Валерию Ивановичу, доктору биологических наук, профессору, академику Российской академии наук, заведующему кафедрой федерального государственного бюджетного образовательного учреждения высшего профессионального образования «Российский государственный аграрный университет — МСХА имени К. А. Тимирязева»; Сулину Михаилу Александровичу, доктору экономических наук, профессору, заведующему кафедрой федерального государственного бюджетного образовательного учреждения высшего профессионального образования «Санкт-Петербургский государственный аграрный университет», — за комплекс учебных и учебно-методических изданий «Научно-образовательное и кадровое сопровождение землеустройства и земельно-кадастровой деятельности в новых социально-экономических условиях развития Российской Федерации».
8. Сергиеву Владимиру Петровичу, доктору медицинских наук, профессору, академику Российской академии наук, заведующему кафедрой государственного бюджетного образовательного учреждения высшего профессионального образования Первый Московский государственный медицинский университет имени И. М. Сеченова Министерства здравоохранения Российской Федерации, Барановой Алле Михайловне, Драпкиной Оксане Михайловне, Завойкину Валерию Дмитриевичу, Ивашкину Владимиру Трофимовичу, академику Российской академии наук, заведующему кафедрой, Филатову Николаю Николаевичу, заведующему кафедрой, докторам медицинских наук, профессорам, Морозову Евгению Николаевичу, кандидату медицинских наук, доценту, — работникам того же учреждения; Козлову Сергею Сергеевичу, доктору медицинских наук, профессору федерального государственного казенного военного образовательного учреждения высшего профессионального образования «Военно-медицинская академия имени С. М. Кирова» Министерства обороны Российской Федерации, Лобзину Юрию Владимировичу, доктору медицинских наук, профессору, академику Российской академии наук, главному научному сотруднику, — работнику того же учреждения, — за цикл трудов "Учебно-методическое обеспечение непрерывного образовательного процесса по подготовке медицинских кадров по специальности «Паразитология».
9. Саяховой Лене Галеевне, доктору педагогических наук, профессору федерального государственного бюджетного образовательного учреждения высшего профессионального образования «Башкирский государственный университет», Галлямовой Нурие Шайхразиевне, Ямалетдиновой Альмире Мухаметовне, заведующей кафедрой, кандидатам педагогических наук, доцентам, — работникам того же учреждения; Воробьеву Владимиру Васильевичу, доктору филологических наук, профессору, заведующему кафедрой федерального государственного бюджетного образовательного учреждения высшего профессионального образования «Российский университет дружбы народов»; Дорожкиной Татьяне Николаевне, кандидату филологических наук, доктору педагогических наук, профессору, заведующей кафедрой государственного автономного образовательного учреждения дополнительного профессионального образования Институт развития образования Республики Башкортостан; Муллагалиевой Лилии Канафовне, кандидату педагогических наук, доценту федерального государственного бюджетного образовательного учреждения высшего профессионального образования «Башкирский государственный педагогический университет им. М.Акмуллы»; Назаровой Марине Дмитриевне, кандидату педагогических наук, доценту Башкирского института физической культуры (филиала) федерального государственного бюджетного образовательного учреждения высшего профессионального образования «Уральский государственный университет физической культуры», — за образовательный проект «Лингвокультурологическая концепция обучения русскому языку в полиэтнической среде: методология, методическая система, технологии внедрения».
10. Графкиной Марине Владимировне, доктору технических наук, профессору, заведующей кафедрой федерального государственного бюджетного образовательного учреждения высшего профессионального образования «Московский государственный машиностроительный университет (МАМИ)»; Девисилову Владимиру Аркадьевичу, кандидату технических наук, доценту федерального государственного бюджетного образовательного учреждения высшего профессионального образования «Московский государственный технический университет имени Н. Э. Баумана»; Медведеву Виктору Тихоновичу, доктору технических наук, профессору федерального государственного бюджетного образовательного учреждения высшего профессионального образования "Национальный исследовательский университет «МЭИ», — за комплект учебников и учебных пособий по охране труда для среднего и профессионального образования.
11. Башмакову Марку Ивановичу, доктору физико-математических наук, профессору, академику Российской академии образования, ведущему научному сотруднику федерального государственного научного учреждения «Институт педагогического образования и образования взрослых» Российской академии образования, — за комплект учебников «Математика для всех».
12. Котенко Константину Валентиновичу, доктору медицинских наук, профессору, генеральному директору федерального государственного бюджетного учреждения «Государственный научный центр Российской Федерации — Федеральный медицинский биофизический центр имени А. И. Бурназяна», Амосовой Наталье Александровне, доценту, заместителю главного врача, Восканяну Сергею Эдуардовичу, руководителю Центра хирургии и трансплантологии, Дракон Алине Константиновне, доценту, кандидатам медицинских наук, Колышеву Илье Юрьевичу, ассистенту, Корчажкиной Наталье Борисовне, доктору медицинских наук, профессору, заместителю генерального директора, — работникам того же учреждения; Багненко Сергею Федоровичу, доктору наук, профессору, академику Российской академии медицинских наук, ректору государственного бюджетного образовательного учреждения высшего профессионального образования «Санкт-Петербургский государственный медицинский университет имени академика И. П. Павлова» Министерства здравоохранения Российской Федерации; Радушкевичу Владимиру Леонидовичу, доктору медицинских наук, профессору, заведующему кафедрой государственного бюджетного образовательного учреждения высшего профессионального образования «Воронежская государственная медицинская академия имени Н. Н. Бурденко» Министерства здравоохранения Российской Федерации; Уйбе Владимиру Викторовичу, доктору медицинских наук, профессору, руководителю Федерального медико-биологического агентства; Яменскову Владимиру Владимировичу, кандидату медицинских наук, старшему ординатору центра сосудистой хирургии федерального государственного казенного учреждения «3 Центральный военный клинический госпиталь имени А. А. Вишневского» Министерства обороны Российской Федерации, — за научно-практическую разработку «Создание образовательной системы обучения сотрудников социально значимых объектов, специалистов, работающих в опасных условиях труда и воздействия вредных производственных факторов, оказанию первой помощи при угрожающих жизни состояниях, травмах, чрезвычайных ситуациях, техногенных, природных катастрофах, террористических актах».
13. Амонашвили Шалве Александровичу, доктору психологических наук, профессору, заведующему лабораторией государственного бюджетного образовательного учреждения высшего профессионального образования города Москвы «Московский городской педагогический университет», — за работу «Определение и внедрение авторских программ, методик обучения и оценки школьников в гуманно-личностном образовательном процессе».
14. Никитаеву Валентину Григорьевичу, доктору технических наук, профессору, заведующему кафедрой федерального государственного автономного образовательного учреждения высшего профессионального образования "Национальный исследовательский ядерный университет «МИФИ», Кудряшову Николаю Алексеевичу, Нагорнову Олегу Викторовичу, докторам физико-математических наук, профессорам, заведующим кафедрами, Проничеву Александру Николаевичу, Чистову Кириллу Сергеевичу, кандидатам технических наук, доцентам, — работникам того же учреждения; Петровичеву Николаю Николаевичу, доктору медицинских наук, профессору, заведующему отделом федерального государственного бюджетного учреждения «Российский онкологический научный центр имени Н. Н. Блохина» Российской академии медицинских наук; Пушкарю Дмитрию Юрьевичу, Сельчуку Владимиру Юрьевичу, докторам медицинских наук, профессорам, заведующим кафедрами государственного бюджетного образовательного учреждения высшего профессионального образования «Московский государственный медико-стоматологический университет имени А. И. Евдокимова» Министерства здравоохранения Российской Федерации, — за научно-практическую разработку «Высокотехнологичные компьютерные учебно-диагностические системы по онкологии на основе экспертных знаний».
15. Гайворонскому Ивану Васильевичу, доктору медицинских наук, профессору, заведующему кафедрой федерального государственного бюджетного образовательного учреждения высшего профессионального образования «Санкт-Петербургский государственный университет», Ничипоруку Геннадию Ивановичу, кандидату медицинских наук, доценту, Яблонскому Петру Казимировичу, доктору медицинских наук, профессору, декану факультета, — работникам того же учреждения; Блиновой Людмиле Леонидовне, методисту государственного бюджетного образовательного учреждения дополнительного педагогического профессионального образования центра повышения квалификации специалистов «Информационно-методический центр» Приморского района Санкт-Петербурга, Эйдемиллер Маргарите Николаевне, директору, — работнику того же учреждения, — за научно-практическую разработку «Инновационные формы наглядной научно-просветительской работы по сохранению здорового образа жизни и изучению основ медицинских знаний в образовательных учреждениях».
16. Майеру Георгию Владимировичу, доктору физико-математических наук, профессору, ректору федерального государственного бюджетного образовательного учреждения высшего профессионального образования «Национальный исследовательский Томский государственный университет», Демкину Владимиру Петровичу, проректору, Шрагеру Эрнсту Рафаиловичу, декану факультета, докторам физико-математических наук, профессорам, Можаевой Галине Васильевне, кандидату исторических наук, доценту, директору Института дистанционного образования Томского государственного университета, Руденко Татьяне Владимировне, кандидату педагогических наук, помощнику проректора, — работникам того же учреждения; Пустовому Николаю Васильевичу, доктору технических наук, профессору, ректору федерального государственного бюджетного образовательного учреждения высшего профессионального образования «Новосибирский государственный технический университет»; Севастьянову Николаю Николаевичу, кандидату технических наук, генеральному конструктору открытого акционерного общества «Газпром космические системы»; Струнину Владимиру Ивановичу, доктору физико-математических наук, профессору, ректору федерального государственного бюджетного образовательного учреждения высшего профессионального образования «Омский государственный университет им. Ф. М. Достоевского»; Филиппову Владимиру Михайловичу, доктору физико-математических наук, профессору, ректору федерального государственного бюджетного образовательного учреждения высшего профессионального образования «Российский университет дружбы народов», — за научно-практическую разработку «Разработка методологических основ инновационных форм сетевого взаимодействия и их реализация в системе непрерывного образования для научного и кадрового сопровождения социально-экономического развития регионов».
17. Соколову Виктору Васильевичу, доктору физико-математических наук, профессору, первому проректору федерального государственного бюджетного образовательного учреждения высшего профессионального образования «Московский государственный университет приборостроения и информатики»; Аджемову Артему Сергеевичу, доктору технических наук, профессору, ректору федерального государственного образовательного бюджетного учреждения высшего профессионального образования «Московский технический университет связи и информатики»; Тихомировой Наталье Владимировне, доктору экономических наук, профессору, ректору федерального государственного бюджетного образовательного учреждения высшего профессионального образования «Московский государственный университет экономики, статистики и информатики (МЭСИ)», Джандосову Руслану Камильевичу, кандидату психологических наук, начальнику отдела, — работнику того же учреждения; Иванову Владимиру Ивановичу, доктору технических наук, профессору федерального государственного бюджетного образовательного учреждения высшего профессионального образования «Московский государственный технический университет радиотехники, электроники и автоматики», Суржиковой Ольге Анатольевне, кандидату экономических наук, старшему научному сотруднику, Цуниковой Татьяне Григорьевне, кандидату педагогических наук, доценту, — работникам того же учреждения; Перфильеву Юрию Серафимовичу, кандидату технических наук, профессору федерального государственного автономного образовательного учреждения высшего профессионального образования «Сибирский федеральный университет», — за научно-практическую разработку «Развитие компетентностного подхода в образовании и внедрение его в практику вузов России».
18. Писарю Олегу Владимировичу, доктору педагогических наук, руководителю регионального отраслевого ресурсного центра на базе областного государственного бюджетного образовательного учреждения среднего профессионального образования «Смоленский промышленно-экономический колледж», Судденковой Наталье Владимировне, заместителю директора, Татариновой Ирине Петровне, директору, кандидатам педагогических наук, Пугачевой Наталье Борисовне, доктору педагогических наук, профессору, руководителю центра методического сопровождения образовательного процесса, — работникам того же учреждения, — за работу «Разработка и реализация комплексного обеспечения безопасности жизнедеятельности студентов».
19. Ямбургу Евгению Шоломовичу, доктору педагогических наук, члену-корреспонденту Российской академии образования, директору государственного бюджетного образовательного учреждения города Москвы центра образования N 109, Могилевской Вере Алексеевне, Нефедовой Людмиле Васильевне, Щипулиной Лидии Ивановне, кандидату педагогических наук, заместителям директора, — работникам того же учреждения; Забрамной Софии Давыдовне, кандидату педагогических наук, профессору федерального государственного бюджетного образовательного учреждения высшего профессионального образования «Московский педагогический государственный университет», — за научно-методическую, практико-ориентированную разработку «Теория и практика создания адаптивной модели образовательного учреждения».
20. Черепащуку Анатолию Михайловичу, доктору физико-математических наук, профессору, академику Российской академии наук, директору Государственного астрономического института имени П. К. Штернберга федерального государственного бюджетного образовательного учреждения высшего профессионального образования «Московский государственный университет имени М. В. Ломоносова»; Артюхиной Наталье Витальевне, исполнительному директору открытого акционерного общества «Планетарий», Рублевой Фаине Борисовне, научному директору, — работнику того же акционерного общества, Широкову Станиславу Васильевичу (посмертно); Бордунову Андрею Геннадьевичу, генеральному директору открытого акционерного общества "Управляющая компания «Развитие»; Игнатову Игорю Вячеславовичу, генеральному директору открытого акционерного общества «РТ-Проектные технологии»; Паненко Ивану Александровичу, кандидату экономических наук, директору государственного унитарного предприятия города Москвы "Московский молодёжный центр «Планета КВН»; Череховскому Владиславу Иосифовичу, техническому директору общества с ограниченной ответственностью «МедиаИнвест Холдинг»; Юрченко Евгению Валерьевичу, доктору экономических наук, президенту Фонда содействия инвестициям имени А. С. Попова, — за научно-практическую разработку «Создание инновационно-образовательного центра Московский планетарий для популяризации естественно-научных знаний и внедрения эффективных технологий обучения».